# Пизани (Авелино)
Пизани је насеље у Италији у округу Авелино, региону Кампанија.
Према процени из 2011. у насељу је живело 3 становника. Насеље се налази на надморској висини од 165 м.